# Jimei x Arles
Le festival international de photographie Jimei x Arles a été créé en 2015 par le directeur des Rencontres d'Arles, Sam Stourdzé et le photographe contemporain et fondateur des galeries de photographie Three Shadows Photography Art Centre, RongRong,. 
Il a lieu chaque année autour des mois de novembre et décembre dans le district de Jimei de la ville de Xiamen en Chine, ville située dans la province du Fujian en face de Taïwan. Le festival est notamment soutenu par la ville de Xiamen. 
Appelé à l'origine, pour sa première édition, Jimei x Arles Encounters the West East International Photo Festival, le festival s'est construit en partenariat avec les Rencontres d'Arles. Il contient chaque année dans sa programmation plusieurs expositions venues des Rencontres d'Arles, tandis que le lauréat du Prix découverte décerné lors du festival Jimei x Arles bénéficie l'année suivante d'une exposition lors des Rencontres d'Arles.
En 2017, pour sa troisième édition, le festival a accueilli plus de 60 000 visiteurs.
De 2017 à 2019, la direction du festival Jimei x Arles a été confiée à Bérénice Angremy et Victoria Jonathan, cofondatrices de Doors门艺 Cultural Agency.

## Le festival

### Programmation
Les expositions de Jimei x Arles sont organisées en plusieurs grands ensembles thématiques, dont certains sont reconduits d'année en année. Elles présentent pour la plupart des œuvres de photographes contemporains. Des vidéos, des installations et des performances sont aussi exposées. De nombreux artistes étrangers participent au festival : en 2015, les 388 artistes du festival étaient issus de seize pays.
La programmation contient systématiquement une sélection d'expositions venues des Rencontres d'Arles. 
Le travail de dix photographes chinois, sélectionnés par cinq commissaires d'exposition, est présenté chaque année dans les expositions du Prix découverte. Le lauréat du prix bénéficie l'année suivante d'une exposition lors des Rencontres d'Arles : Silin Liu, lauréate du Prix découverte de Jimei x Arles en 2016 a ainsi été présentée dans la catégorie Emergences aux Rencontres d'Arles de 2017.
Plusieurs activités sont organisées chaque année pendant le festival : conférences, rencontres avec des experts, projections de films,. Une foire Photobook a aussi été organisée pendant les éditions 2015 et 2016.

### Historique

#### 2015
La création du festival a été annoncée lors de l'édition 2015 des Rencontres d'Arles par Sam Stourdzé, directeur des Rencontres d'Arles, et RongRong, fondateur de la galerie Three Shadows Photography Art Centre. La direction du festival a été prise en charge conjointement par Sam Stourdzé et RongRong. Pour cette première édition, le directeur exécutif du festival était Li Zhenhua.
Le festival s'est tenu du 15 novembre au 16 décembre 2015.
Parmi les expositions venues des Rencontres d'Arles pour cette édition ont été présentées The Heavens Annual Report, de Paolo Woods et Gabriele Galimberti ; Fellini 8/12 Colour, photographies de Paul Ronald ; Total Records, une exposition sur la photographie de pochettes d'albums et une exposition sur le Prix du livre de l'édition 2015 des Rencontres d'Arles.
La programmation était organisée autour de grandes expositions thématiques, dont Encounter the East, qui présentait notamment les œuvres des deux grands photographes japonais Nobuyoshi Araki et Daido Moriyama ; Local Action, ensemble mettant l'accent sur la collaboration avec des artistes, institutions culturelles et universités locales ; Fashion & Photography et Extended Photography, présentant les œuvres d'artistes mêlant la photographie à d'autres pratiques, notamment à travers l'emploi des nouveaux médias.
Le Prix découverte du festival de l'édition 2015 a été attribué à Zhu Lanqing.

#### 2016
L'édition 2016 comprenait quarante expositions et vingt-trois événements. 
Elle présentait, comme la première édition, une plateforme Local Action et des expositions de collections de photographie. 
Les expositions sélectionnées aux Rencontres d'Arles pour l'édition 2016 de Jimei x Arles étaient Toiletpaper (photographies de Maurizio Cattelan et Pierpaolo Ferrari) ; Scary Monsters! An Off-beat Look into Monsters in Cinema ; The Jungle Show de Yann Gross (reportage photographique en Amazonie) ; Western Camarguais (expositions sur les Western camarguais tournés dans la Camargue avant la Première Guerre mondiale et les films qu'ils ont inspirés dans les années 1960-1970, réunissant photographies, affiches, extraits de films et objets) et trois expositions d'artistes nominés pour le Prix découverte des Rencontres d'Arles.
La plateforme Asian Pulse mettait l'accent sur des photographes asiatiques, accueillant quatre grandes expositions qui présentaient des photographes de Hong Kong (dont Almond Chu) et de Taïwan, les œuvres de six femmes photographes vivant à Tokyo et des images retraçant les changements de la ville de Canton dans les cinquante dernières années. 
La gagnante du Prix découverte en 2016 était la photographe Silin Liu.

#### 2017
La troisième édition du festival a été annoncée pendant la conférence de presse du 4 juillet 2017, lors des Rencontres d'Arles, par le directeur des Rencontres d'Arles Sam Stourdzé et la directrice de l'édition 2017 du festival Jimei x Arles, Bérénice Angremy,.
Elle a eu lieu du 25 novembre 2017 au 3 janvier 2018.
La programmation de l'édition 2017 comptait huit expositions issues de l'édition 2017 des Rencontres d'Arles :  
- Early Works, du grand photographe de rue américain Joel Meyerowitz.
- Iran : Année 38, exposition proposée par les commissaires d'exposition Anahita Ghabaian et Newsha Tavakolian, qui revient sur la création photographique dans le pays depuis la Révolution iranienne à travers les œuvres de soixante-six photographes.
- Blank Paper, qui réunit des œuvres récentes du collectif espagnol du même nom, créé à Madrid au début des années 2000.
- Les Gorgan, travail du photographe français Mathieu Pernot, qui a suivi depuis 1995, lorsqu'il était étudiant à l'École nationale supérieure de la photographie à Arles, une famille rom et qui propose une exposition originale, mêlant des images réalisées par les membres de cette famille aux siennes.
- Superfacial, photographies de l'actrice française Audrey Tautou jouant avec la notion d'autoportrait.

Dix jeunes artistes chinois étaient également sélectionnés et exposés  pour le prix découverte de l'édition 2017 Jimei x Arles. Ils ont été choisis par cinq jeunes commissaires : Guo Yingguang et Jiang Yuxin (par He Yining), Shao Wenhuan et Yu Mo (par Liu Tian), Deng Yun et the real (par Nie Xiaoyi), Yu Feifei et Siu Wai Hang (par Tang Zehui), Feng Li et Sun Yanchu (par Thomas Sauvin).  
Le lauréat du Prix Découverte Jimei x Arles 2017, est l'artiste Feng Li  pour sa série de photographies de rue dans la ville chinoise de Chengdu White Night. L'artiste a reçu une récompense de 200 000 RMB (environ 25 000 euros) et sera exposé lors des Rencontres d’Arles 2018. 
Cette édition incluait aussi une exposition du Prix du livre et deux expositions d'artistes sélectionnés dans les expositions du Nouveau prix découverte. 
Avec cette troisième édition, la directrice du festival Bérénice Angremy affirme la place du festival comme un lieu de découverte de grands photographes chinois, en proposant, en plus des expositions du Prix découverte de Jimei x Arles traditionnellement centrées sur des photographes chinois, une plateforme Chine. 
Lors de cette édition, le festival proposait un focus sur un autre pays asiatique : l'Indonésie. 2 expositions Greetings from Indonesia étaient présentées pour refléter le dynamisme de la photographie contemporaine du pays. 